# Dōkyō
Dōkyō (道鏡?   c. 700 - 13 de mayo de 772) fue un monje budista japonés de la secta Hossō y figura política importante durante la era Nara.

## Biografía
Nació en la provincia de Kawachi (actual ciudad de Yao, prefectura de Osaka). Fue miembro del clan Yuge, una rama del clan Mononobe y fue hijo de Yuge no Kushimaro; ocasionalmente era nombrado como Yuge no Dōkyō.
Durante su juventud fue discípulo del monje Gien y aprendió el idioma sánscrito por parte del monje Rōben. Adicionalmente, según la leyenda, Dōkyō desarrolló un estilo de budismo esotérico mientras se encontraba entrenando en una montaña en la provincia de Yamato.
En 752, Dōkyō logró ingresar a la corte de la Emperatriz Kōken, y en 761 logró curarle de una enfermedad mortal, lo que le valió el respeto total de la emperatriz retirada, que era una devota budista, quien lo nombró Shōsōzu (少僧都?) en 763, retirando al monje Jikun, aliado del Daijo Daijin Fujiwara no Nakamaro. Es ahí, cuando Dōkyō comenzó a acumular poder en la corte, manipulando a la emperatriz retirada y generó roces con los cortesanos, sobre todo con Nakamaro y en octubre de 764 ocurrió la rebelión de Fujiwara no Nakamaro que tenía como fin retirar a Dōkyō de la corte imperial, pero fracasó con la muerte de Nakamaro.
La retirada Emperatriz Kōken tomó represalias contra los conspiradores, incluyendo al Emperador Junnin, quien era títere de Nakamaro, fue forzado a abdicar y exiliado a la isla de Awaji donde murió en 765. La retirada emperatriz asumiría nuevamente el cargo ahora como la Emperatriz Shōtoku, y en 765 promovió a Dōkyō como Daijō Daijin Zenji (太政大臣禅師?   "primer ministro prelado"), ignorando las objeciones de los ministros y Dōkyō no solo administraría asuntos religiosos sino civiles.
En 766, la emperatriz nombró al monje como Hō-ō (法王?   "rey budista"), luego de que reclamó que un oráculo del santuario Usa Hachiman-gū reveló un mensaje divino donde Japón solo estaría en paz si él sería nombrado emperador. No obstante, opositores al monje en 769 planearon una forma de descubrir lo que consideraban un engaño. Wake no Kiyomaro fue al santuario para buscar un segundo oráculo que desmintió a Dōkyō, pidió que se mantuviera la sucesión dentro de la familia imperial y se retirase cualquier persona malvada de la corte. Dōkyō, enojadísimo, influyó sobre la Emperatriz Kōken, ordenó mediante edicto el exilio de Kiyomaro a la provincia de Ōsumi y adicionalmente los tendones de las piernas de Kiyomaro fueron cortados como castigo, y apenas pudo ser salvado de la muerte por el clan Fujiwara, clan contrario a Dōkyō.
No obstante, en 770 la emperatriz sufrió de viruela y falleció en agosto. Pero su sucesor sería su primo tercero el Príncipe Shirakabe (futuro Emperador Kōnin), del cual los cortesanos reclamaron que la emperatriz en su lecho de muerte escribió una carta designándolo como heredero, sin ninguna mención a Dōkyō. Luego del ascenso del nuevo emperador, a Dōkyō se le ordenó el exilio a la provincia de  Shimotsuke (actual prefectura de Tochigi) y moriría dos años después. El clan Fujiwara pudo entonces monopolizar el poder de la corte imperial.
Se cree que su tumba está ubicada en el templo Ryūkō-ji en la ciudad de Shimotsuke.
Debido a la fácil manipulabilidad que tuvo Dōkyō sobre la emperatriz, los cortesanos consideraron que las mujeres no eran aptas para gobernar y mucho menos ser emperatrices; solo esto sería revertido 900 años después con el ascenso al trono de la Emperatriz Meisho.